# Maria Jermolova
Maria Nikolajevna Jermolova (Russisch: Мари́я Никола́евна Ермо́лова) (Moskou, 15 juli 1853 – aldaar, 12 maart 1928) was een Russische drama-actrice in het Moskous Malytheater.

## Biografie
Maria Jermolowa werd geboren als dochter van een souffleur uit Moskou die werkte in het Malytheater, dat in 1756 werd opgericht. Op tienjarige leeftijd ging ze naar de Keizerlijke theaterschool (tegenwoordig de Theaterhogeschool Semjonovitsj Sjtsjepkin), waar ze voor het eerst balletles volgde. De jonge Jermolova werd echter steeds enthousiaster over acteren in plaats van ballet, met een voorkeur voor tragische rollen. Jermolova had haar eerste grote optreden begin 1870, toen ze moest invallen voor een andere actrice. Ze speelde de hoofdrol in een uitvoering van Lessings Emilia Galotti en kreeg lovende kritieken. Ze speelde verschillende andere rollen en had een solide ervaring op het podium tegen de tijd dat ze in 1871 afstudeerde aan de theaterschool. In hetzelfde jaar werd Jermolova toegelaten tot de toneelgroep van het Malytheater, waar ze bleef tot het einde van haar carrière.
Vanaf het midden van de jaren 1870, sinds het overweldigende succes van het Ostrovski-toneelstuk De Storm in het Malytheater, speelde Maria Jermolova bijna alle vrouwelijke leidende rollen uit het repertoire van dit theater en was ze een van de meest gerenommeerde actrices in Rusland aan het eind van de 19e eeuw. 
In 1881 droeg de ontluikende schrijver Anton Tsjechov zijn eerste toneelstuk Vaderloosheid (Platonov) aan haar op, maar zijn wens om het toneelstuk in het Malytheater te laten opvoeren mislukte. Hij heeft Jermolova pas in 1890 persoonlijk kunnen leren kennen (hierover schreef hij op 15 februari aan de dichter Plesjtsjejev: "Na de lunch bij de ster voelde ik twee dagen daarna nog sterren rond mijn hoofd.").
Jermolova ontving in 1920 de eretitel Volksartiest van de Sovjet-Unie. In 1921 beëindigde ze haar acteercarrière en ze stierf in 1928 in Moskou. Haar graf bevindt zich op de Novodevitsjibegraafplaats. Een theater in Moskou, opgericht in 1925 en gelegen aan de Tverskajastraat, werd naar haar genoemd.

## Rollen (selectie)
- Mariane in Molières Tartuffe (1871)
- Sofja in Gribojedovs Lijden door verstand (1874)
- Laurencia in Lope de Vega's Fuente Ovejuna (1876)
- Ophelia in Shakespeares Hamlet (1878)
- Titelrol in Schillers Maria Stuart (1886)
- Klärchen in Goethes Egmont (1888)
- Desdemona in Shakespeares Othello (1888)
- Jevlalija Kadmina in Aleksej Soevorins Tatjana Repina (1889)
- Donna Sol in Hugo's Hernani (1889)
- Titelrol in Grillparzers Sappho (1892)
- Elisabeth in Schillers Don Carlos (1894)
- Titelrol in Shakespeares Macbeth (1896)
- Helene Alving in Ibsens Gespenster (1909)

## Trivia
- In 1985 werd een inslagkrater op de planeet Venus naar haar vernoemd.

- Biblioteca Nacional de España: XX916437
- Bibliothèque nationale de France: cb11293163d (data)
- Gemeinsame Normdatei: 123667348
- International Standard Name Identifier: 0000 0000 2291 375X
- Library of Congress Control Number: n84051771
- Nationale Bibliotheek van Letland: 000230977
- Nationale Bibliotheek van Tsjechië: kup20010000044495
- Nationale Bibliotheek van Israël: 987007424267405171
- Nationale Bibliotheek van Polen: a0000002384727
- Nederlandse Thesaurus van Auteursnamen: 271314222
- Système universitaire de documentation: 230684874
- Virtual International Authority File: 36911982
- WorldCat: E39PBJth3Dmh4qtm6Fmxr3wHmd